# Teretistris
Teretistris és un gènere d'ocells cubans que ha estat considerat incertae sedis i inclòs a la família dels parúlids (Parulidae), però que actualment és ubicat a la seua pròpia família dels teretístrids (Teretistridae).

## Taxonomia
Segons la classificació del Congrés Ornitològic Internacional, versió 11.1 (2021), conté dues espècies:
- Teretistris fernandinae - bosquerola de Cuba occidental.
- Teretistris fornsi - bosquerola de Cuba oriental.